# Johan Cajan
Johan Fredrik Cajan, född 1815, död 1887, finländsk präst och historiker.
Under studenttiden lärde Cajan känna Elias Lönnrot och gjorde en del insamlingsresor tillsammans med honom. Han skrev om Finlands historia på finska i tidskriften Mehiläinen 1839-40 under pseudonymen J.F. Kainonen och i bokform under namnet J.F. Kajaani. Hans huvudverk är Suomen Historia, koetteeksi kerrottu lyhykäisessä järjestyksessä. Trots äran av att vara Finlands finskspråkiga fackboklitteraturs förstlingsverk har denna bok fallit i djup glömska. Zacharias Topelius hänvisar bl.a. till honom i sin avhandling. Cajan blev sinnessjuk. 